# Ptychoptera uelensis
Ptychoptera uelensis is een muggensoort uit de familie van de glansmuggen (Ptychopteridae). De wetenschappelijke naam van de soort werd voor het eerst geldig gepubliceerd in 1928 door Charles Paul Alexander.